# Salina (Nueva York)
Salina es un pueblo ubicado en el condado de Onondaga en el estado estadounidense de Nueva York. En el año 2000 tenía una población de 33,290 habitantes y una densidad poblacional de 933 personas por km².

## Geografía
Salina se encuentra ubicado en las coordenadas 43°6′6″N 76°10′13″O / 43.10167, -76.17028.

## Demografía
Según la Oficina del Censo en 2000 los ingresos medios por hogar en la localidad eran de $40,500 y los ingresos medios por familia eran $49,394. Los hombres tenían unos ingresos medios de $36,444 frente a los $27,179 para las mujeres. La renta per cápita para la localidad era de $21,839. Alrededor del 7.4% de la población estaban por debajo del umbral de pobreza.